# Joël Egloff
Joël Egloff (ur. 1970 w Créhange w departamencie Mozele) – francuski pisarz.
Studiował historię w Strasburgu, następnie film na École supérieure d'études cinématographiques w Paryżu. Pisał scenariusze, pełnił rolę asystenta reżysera. Obecnie poświęca się pisaniu, ma w dorobku kilka powieści. Jest nagradzany, np. za debiut Edmond Ganglion & Syn otrzymał Prix Alain-Fournier. W swoich utworach, z reguły stosunkowo krótkich (100-200 stron), chętnie posługuje się absurdem, groteską i czarnym humorem. Akcja Edmonda Gongliona i Zamroczenia rozgrywa się w małych miasteczkach, w których pozornie nic się nie dzieje.
Jest tłumaczony, także na język polski.

## Twórczość
- Edmond Ganglion & Syn (Edmond Ganglion & fils 1999)
- Les Ensoleillés 2000)
- Ce que je fais là assis par terre (2004)
- Zamroczenie (L'Étourdissement 2005)
- Człowiek, którego brano za kogoś innego (L'homme que l'on prenait pour un autre 2008)